# Luc Ignace Véa
Pas d'image ? Cliquez ici

a Compétitions nationales et continentales officielles uniquement.

Dernière mise à jour le 05 mai 2024.
Luc Ignace Véa, également connu sous le pseudonyme Luka Véa, né le 31 juillet 2002 à Wallis-et-Futuna, est un joueur français de rugby à XV évoluant au poste de pilier avec la Section paloise.

## Biographie

### Jeunesse et formation
Luka Véa naît le 31 juillet 2002 à Wallis-et-Futuna et grandit à Païta. Il commence le rugby à XV en 2010 avec l'Union Rugby Club de Dumbéa, en Nouvelle-Calédonie. Il évolue en parallèle avec le pôle espoirs de Nouméa,.
En 2018, il intègre les stages de sélection de l'équipe de France des moins de 18 ans au Centre national du rugby de Marcoussis.
En 2019, il rejoint le Béarn et le centre de formation de la Section paloise. Il devient ainsi l'un des deux premiers pensionnaires du pôle à rejoindre un club professionnel depuis sa création en 2017, en compagnie de Matthieu Uhila.

### En club
Luka Véa évolue tout d'abord avec les espoirs du club palois, mais s'entraîne régulièrement avec le groupe professionnel. 
En 2022, Véa fait ses débuts en équipe première avec la Section paloise, entrant en jeu à la place de Kevin Yaméogo lors d'un match de Challenge européen, disputé face à Édimbourg Rugby au Edinburgh Rugby Stadium.
Pendant les deux saisons qui suivent, son éclosion est retardée par le diagnostic d'un syndrome de loge sur les deux mollets, nécessitant deux opérations. Cependant, grâce au soutien du club et la présence d'un autre wallisien Brent Liufau, il parvient à reprendre le fil de sa carrière. 
A l'issue de la saison 2023-2024, il s'engage pour deux saisons avec le Stado Tarbes Pyrénées rugby. 